# Parafia św. Antoniego Padewskiego w Nowej Karczmie
Parafia św. Antoniego Padewskiego w Nowej Karczmie – rzymskokatolicka parafia w Nowej Karczmie należąca do dekanatu kościerskiego diecezji pelplińskiej.
Erygowana w 1984 roku.

## Obszar parafii
Miejscowości należące do parafii: Horniki Dolne, Lubieszynek, Liniewko, Zielona Wieś, Zimne Zdroje, Olszowy Kierz, Szumleś Szlachecki, Szumleś Królewski.